# Зрински
Зрински (мађарски: Zrínyi) су били хрватско-угарска великашка породица, огранак породице Шубић.

## Историја
Зрински су били огранак породице Шубић. Огранак је настао због тога што су угарском краљу Лајошу I Анжујском (1342-1382) биле потребне неке тврђаве које су држали Шубићи за предстојећи рат против Млетачке републике, посебно Задар. Лајош је 1347. године преузео неке поседе око Брибира, а Шубићима је дао Зрин са Зринским замком, јужно од данашње Петриње и западно од Костајнице. Већ од краја 12. века Шубићи носе титулу кнежева брибирских. Њихова моћ се временом повећавала тако да су држали територије између река Крке и Зрмање и мора (13. век). Почетком 14. века, Павле I Шубић је обављао функцију бана Босне (1275-1312). Од 1299. године носи и титулу "господара Босне". Један од Павлових синова био је Павле II Шубић. Унук Павла I, Јурај II, био је први припадник огранка Зринских. Његова рођака, Јелена Шубић, била је удата за Владислава Котроманића. Њихов син, Твртко I Котроманић, најмоћнији је босански владар у историји. Зрински су били једна од многобројних великашких продица Угарске. У 16. веку, Никола Шубић Зрински је стекао власт над Међимурском жупанијом на северу Хрватске. Столовао је у Чаковецу. Говорио је пет језика (хрватски, мађарски, италијански, турски и латински). Његов брат Петар познат је као војсковођа и песник. У познатије припаднице породице Зрински спада Катарина Зринска (1625-1673) која је рођена у породици Франкопана. Као супруга Петра Зринског, постала је члан Зринских. Њена ћерка, Јелена Зринска, била је удата за Ференца I Ракошија, кнеза Трансилваније.
Последњи бан породице Зрински, Петар IV, погинуо је 1671. године у борби против цара Леополда. Истовремено је погинуо Фран Крсто Франкопан те су земље Франкопана и Зринских одузете. У последње мушке припаднике породице Зрински убраја се Адам Зрински (1662-1691), син Николе Зринског, потпуковник аустријске војске. Погинуо је у бици код Сланкамена 1691. године када га је случајно упуцао у леђа саборац. Иван Артур Зрински (1654-1704), син Петра Зринског, био је официр оптужен за велеиздају. Умро је у тамници.

### Банови Хрватске
- Никола Шубић Зрински (1542-1566)
- Јурај V Зрински (1622-1626)
- Никола VII Зрински (1647-1664)
- Петар Зрински (1665-1670)